# Le Transloy
Le Transloy és un municipi francès situat al departament del Pas de Calais i a la regió dels Alts de França. L'any 2007 tenia 424 habitants.

## Demografia

### Població
El 2007 la població de fet de Le Transloy era de 424 persones. Hi havia 154 famílies de les quals 40 eren unipersonals (12 homes vivint sols i 28 dones vivint soles), 35 parelles sense fills, 71 parelles amb fills i 8 famílies monoparentals amb fills.
La població ha evolucionat segons el següent gràfic:
Habitants censats

### Habitatges
El 2007 hi havia 181 habitatges, 158 eren l'habitatge principal de la família, 5 eren segones residències i 18 estaven desocupats. 179 eren cases i 2 eren apartaments. Dels 158 habitatges principals, 127 estaven ocupats pels seus propietaris, 25 estaven llogats i ocupats pels llogaters i 6 estaven cedits a títol gratuït; 1 tenia una cambra, 7 en tenien dues, 20 en tenien tres, 31 en tenien quatre i 99 en tenien cinc o més. 120 habitatges disposaven pel capbaix d'una plaça de pàrquing. A 70 habitatges hi havia un automòbil i a 75 n'hi havia dos o més.

### Piràmide de població
La piràmide de població per edats i sexe el 2009 era:
| Homes | Edats   | Dones |
| ----- | ------- | ----- |
| 0     | 95 o +  | 0     |
| 0     | 90 a 94 | 0     |
| 4     | 85 a 89 | 8     |
| 4     | 80 a 84 | 4     |
| 12    | 75 a 79 | 8     |
| 4     | 70 a 74 | 8     |
| 4     | 65 a 69 | 8     |
| 12    | 60 a 64 | 16    |
| 8     | 55 a 59 | 4     |
| 0     | 50 a 54 | 12    |
| 12    | 45 a 49 | 16    |
| 24    | 40 a 44 | 16    |
| 8     | 35 a 39 | 8     |
| 8     | 30 a 34 | 12    |
| 8     | 25 a 29 | 8     |
| 20    | 20 a 24 | 8     |
| 8     | 15 a 19 | 8     |
| 8     | 10 a 14 | 12    |
| 12    | 5 a 9   | 12    |
| 8     | 0 a 4   | 0     |

## Economia
El 2007 la població en edat de treballar era de 258 persones, 187 eren actives i 71 eren inactives. De les 187 persones actives 170 estaven ocupades (107 homes i 63 dones) i 17 estaven aturades (10 homes i 7 dones). De les 71 persones inactives 11 estaven jubilades, 31 estaven estudiant i 29 estaven classificades com a «altres inactius».

### Ingressos
El 2009 a Le Transloy hi havia 160 unitats fiscals que integraven 432,5 persones, la mediana anual d'ingressos fiscals per persona era de 16.253 €.

### Activitats econòmiques
Dels 17 establiments que hi havia el 2007, 1 era d'una empresa extractiva, 1 d'una empresa alimentària, 2 d'empreses de fabricació d'altres productes industrials, 1 d'una empresa de construcció, 5 d'empreses de comerç i reparació d'automòbils, 3 d'empreses de transport, 1 d'una empresa d'hostatgeria i restauració, 2 d'empreses immobiliàries i 1 d'una empresa de serveis.
Dels 2 establiments de servei als particulars que hi havia el 2009, 1 era un taller de reparació d'automòbils i de material agrícola i 1 restaurant.
Dels 3 establiments comercials que hi havia el 2009, 1 era una fleca i 2 botigues de material esportiu.
L'any 2000 a Le Transloy hi havia 18 explotacions agrícoles que ocupaven un total de 819 hectàrees.

## Equipaments sanitaris i escolars
El 2009 hi havia una escola elemental integrada dins d'un grup escolar amb les comunes properes formant una escola dispersa.

## Poblacions més properes
El següent diagrama mostra les poblacions més properes.